# Emilio Aragonés
Emilio Aragonés Navarro (Cienfuegos, Cuba, 28 de mayo de 1928 - La Habana, Cuba, 15 de noviembre de 2007) fue un revolucionario, político y diplomático cubano.

## Biografía
Emilio Aragonés Navarro nació el 28 de mayo de 1928, en Cienfuegos, Cuba. Fue uno de los miembros originales del Movimiento 26 de Julio y amigo personal de Ernesto "Che" Guevara. En 1957 comandó el ataque a la base naval de Cienfuegos. Tras el triunfo de la Revolución, fue jefe de Organización y Movilización de las Fuerzas Armadas Revolucionarias, siendo clave en el episodio de la invasión de Playa Girón (1961). 
Trató con varios de los líderes más importantes del siglo XX: Fidel Castro, el Che, Mao Zedong, Nikita Jruschov, Juan Domingo Perón. Conoció a Jruschov cuando viajó a entrevistarse con él a Yalta junto al Che por la crisis de los misiles (1962). 
En 1965, cuando era el Secretario de Organización del Partido Comunista de Cuba, viajó al encuentro del Che Guevara que se encontraba desarrollando la guerrilla en solidaridad con los revolucionarios del Congo, cuando regresó a Cuba había bajado 30 kg. Se comprometió a ir a la guerrilla de Bolivia, pero cuando era el momento de partir, Emilio se encontraba enfermo. 
Inicialmente ministro de Pesca de Cuba, fue designado embajador en Argentina en 1973, firmando con Perón un importante convenio diseñado por Emilio junto a José Ber Gelbard, que le posibilitó a Cuba 1.300 millones de dólares. 
El 13 de agosto de 1975, un comando integrado por agentes de la Agencia Central de Inteligencia y militares argentinos intentó asesinarlo. Cuando se instauró el Proceso de Reorganización Nacional en 1976, Emilio Aragonés ayudó a cientos de argentinos a escapar. En 1977, dos de sus custodios fueron secuestrados por sicarios de la CIA, durante la Operación Cóndor.
Los custodios se negaron a revelar datos sobre Emilio, por lo que fueron ejecutados y sus cuerpos desaparecidos. En 1983, se retiró de la diplomacia, viviendo en Miramar (La Habana). Aunque tuvo algunas diferencias con las políticas aplicadas durante el Período especial (1990-1995), no aprovechó para sacar rédito personal. Emilio Aragonés falleció el 15 de noviembre de 2007 en La Habana, a los 79 años de edad.